# Regne Unit al Festival de la Cançó d'Eurovisió Júnior
Regne Unit va ser un dels països fundadors que va debutar al Festival de la Cançó d'Eurovisió Júnior en 2003.
Aquest hi va participar durant tres anys i l'ens encarregat de transmetre l'esdeveniment va ser la ITV.
El país ostenta la tercera puntuació més alta en la història del festival: 140 punts en 2004. Els seus resultats han estat satisfactoris, obtenint un 2n lloc en 2003 i un 3r lloc en 2004. Malgrat aquests resultats, el país es retirà definitivament en 2006 a causa dels baixos nivells d'audiència que tenia l'esdeveniment.
En 2008, l'emissora gal·lesa Sianel Pedwar Cymru (S4C) havia mostrat interès a participar pel Regne Unit, amb l'esperança de difondre l'idioma gal·lès a una audiència més àmplia. La transmissió de l'esdeveniment va ser bilingüe: en anglès per S4C Digitol (per a la resta del Regne Unit) i en gal·lès pel senyal analògic de S4C (per a Gal·les). Finalment, l'emissora S4C decidí participar en 2018 representant Gal·les.
Fins avui, la BBC o Channel 4 no tenen la intenció de participar al festival.

## Participació
Llegenda
| Any                                   | Seu         | Artista       | Cançó                     | Lloc | Punts |
| ------------------------------------- | ----------- | ------------- | ------------------------- | ---- | ----- |
| 2003                                  | Copenhaguen | Tom Morley    | «My song for the world»   | 3    | 118   |
| 2004                                  | Lillehammer | Cory Spedding | «The best is yet to come» | 2    | 140   |
| 2005                                  | Hasselt     | Joni Fuller   | «How does it feel?»       | 14   | 28    |
| No hi va participar entre 2006 i 2021 |             |               |                           |      |       |
| 2022                                  | Erevan      | Freya Skye    | «Lose My Head»            | 5    | 146   |
| 2023                                  | Niça        | STAND UNIQU3  | «Back To Life»            | 4    | 160   |
| No hi va participar entre 2024 i 2025 |             |               |                           |      |       |